# Hulyalu, Hunsur
Hulyalu là một làng thuộc tehsil Hunsur, huyện Mysore, bang Karnataka, Ấn Độ.